# Шрикхенд
Шрикхенд — солодка страва, виготовлена з використанням підвішеної сирної маси та цукрової пудри, і зазвичай подається з пурі.  В основному це асортимент шовковисто-гладкої сирної маси, натяк на смак і хрускіт сухих фруктів. Індійська солодка страва, виготовлена з процідженого дахі (йогурту).

## Історія
Шрикхенд згадується у санскритській літературі під називою "Шихріні". За словами  Бабу М. Наіра та Джашбхай Б. Праджаппаті, воно виникло в древньоіндійському штаті Махараштра, близько 400 р. До н. Е. 

## Приготування
Цю страву легко зробити. Вона потребує мало економічних та фізичних затрат. Можна  виготовити її з різними смаками. 
Щоб приготувати Шрикхенд, потрібно лише 3 інгредієнти. Свіжий йогурт (сир), цукрова пудра та будь-який смак на ваш вибір, наприклад, кардамон, шафран.
Для виготовлення Шрикхенда йогурт підвішують на мусліновій тканині, щоб частина води відійшла, а він став густим і кремовим. Цей густий йогурт називається «Чакка»
Далі додають ароматизатор і цукрову пудру і все добре перемішують. Страву можна прикрасити різними фруктами.
Шрикхенд відноситься до здорової їжі.
Раніше для підвішування йогурту використовували пристрій під назвою Пуран Янтра. Для цього можна використовувати будь-яку тонку бавовняну тканину, наприклад, бавовняну дупаттау.

## Варіації
Є багато різних інгредієнтів, які можна додати до цього солодкого і створити з нього інший смак. Щоб приготувати Кесар Шрикханд, треба добавити інгредієнти Кесар та Елайчі.
Манго Шрикханд також популярний як Амракханд. Можна використовувати сезонні фрукти, такі як чику, заварне яблуко, полуницю та приготувати Шрикханд на основі фруктів. 